# 小田深山
小田深山（おだみやま）は、愛媛県喜多郡内子町の東端に位置する地域の名。面河川（仁淀川の愛媛県側の名称）の支流の一つ、管行川の最上流域。雨乞山、丸石山、笠取山、大川嶺、雨霧山など四国山地の標高1,200m〜1,300m級の山々に囲まれ、深い渓谷を形成している。紅葉の名所として知られ、11月上旬頃が見ごろで多くの人が紅葉狩りに訪れる。また、西の雨乞山付近には小田深山スキー場（ソルファオダスキーゲレンデ）がある。
アクセスは、内子町小田支所（旧: 小田町役場）のある小田（旧: 町村（まちむら、集落名））から、東南に進み、獅子越峠越えで入るのが一般的。柳谷（上浮穴郡久万高原町）の古味地区からも入ることができる。いずれも県道（愛媛県道52号小田柳谷線）。
ほぼ全域が国有林で、杉檜の人工林で覆われている。かつては、森林関係の作業に従事する人々が居住し、集落が形成され、小規模ながら小学校もあった（小田町立小田深山小学校）。しかしながら、林業が不振になると人口流出が著しく、極端な過疎山村になり、小学校も閉校、現在では観光施設の関係者数人が住むのみとなっている。行政区画としては、喜多郡内子町に属し、平成の市町村合併までは上浮穴郡小田町に属した。昭和の合併前の参川村の一部。